# Isaakios II Angelos
Isaakios II Angelos (tiếng Hy Lạp: Ἰσαάκιος Β’ Ἄγγελος, Isaakios II Angelos; Tháng 9, 1156 – Tháng 1, 1204) là Hoàng đế Đông La Mã từ năm 1185 đến 1195, và một lần nữa từ năm 1203 đến 1204. Cha ông Andronikos Doukas Angelos là một nhà lãnh đạo quân sự vùng Tiểu Á (khoảng 1122 – sau 1185) đã kết hôn với Euphrosyne Kastamonitissa (khoảng 1125 – sau 1195). Andronikos Doukas Angelos là con trai của Konstantinos Angelos và Theodora Komnene (sinh ngày 15 tháng 1 năm 1096/1097), con gái út của Hoàng đế Alexios I Komnenos và Eirene Doukaina. Do vậy Isaakios cũng là một thành viên thuộc dòng dõi hoàng tộc Komnenos.

## Dấy loạn

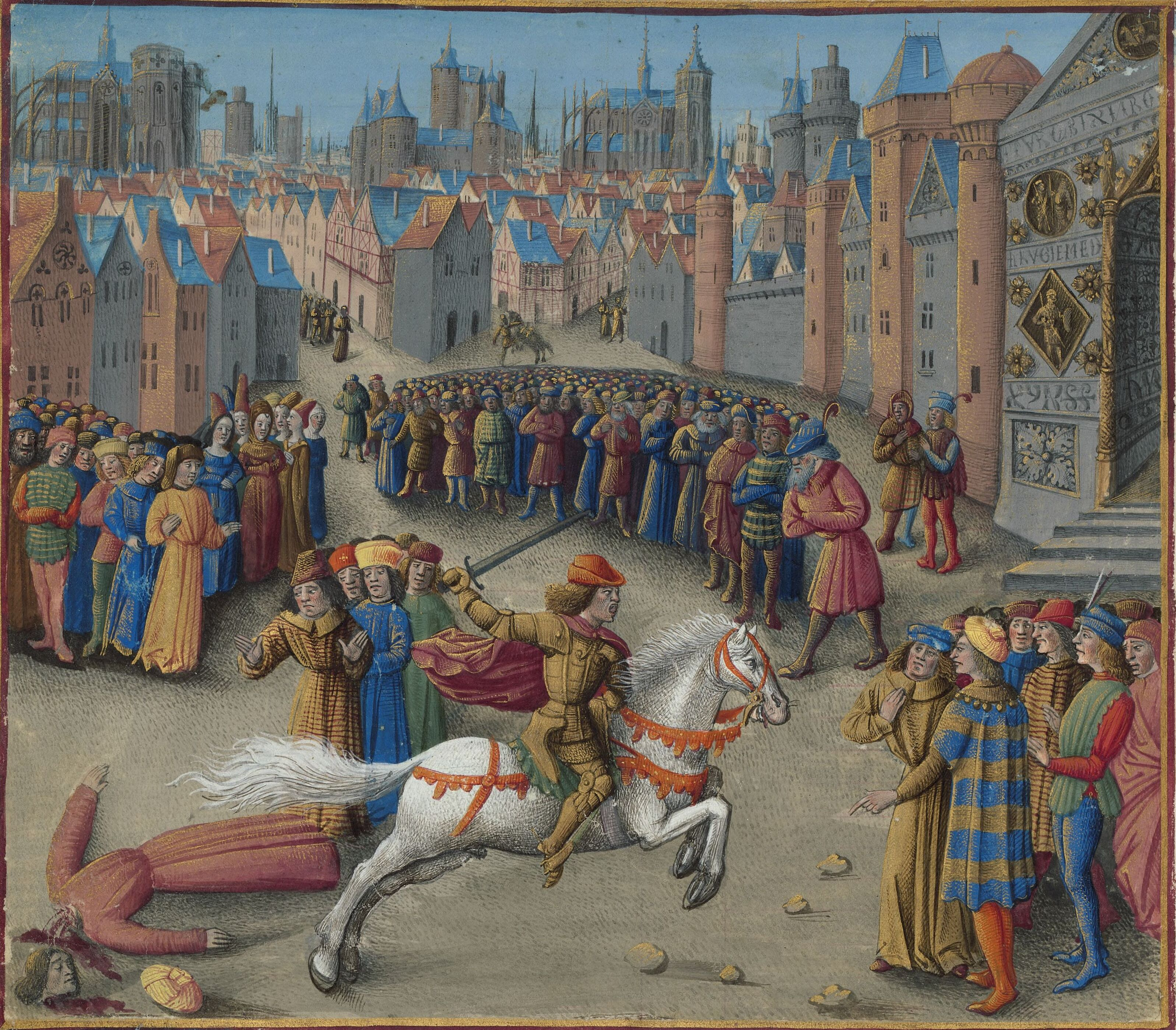
Vụ sát hại Stephanos Hagiochristophorites, khoảng năm 1473, tiểu họa của Jean Colombe trong Les Passages d'outremer, BNF.

Dưới triều đại ngắn ngủi của Andronikos I Komnenos, Isaakios có tham gia (cùng với cha và các anh em của mình) vào cuộc nổi dậy ở Nicaea và Prousa. Về phần mình, Hoàng đế đã không trừng phạt ông vì tội phản bội này, và Isaakios vẫn còn ở lại Constantinopolis. Ngày 11 tháng 9 năm 1185, trong lúc Andronikos vắng mặt khỏi kinh đô, viên trung úy dưới quyền ông tên là Stephanos Hagiochristophorites đã đi tới bắt giữ Isaakios. Isaakios bèn ra tay giết chết Hagiochristophorites và chạy vào lánh nạn trong nhà thờ Hagia Sophia. Andronikos xét về một góc độ nào đó thì đúng là một vị vua tài giỏi nhưng bị thần dân căm ghét vì bản tính độc ác của ông và nỗ lực nhằm buộc giới quý tộc phải phục tùng mình. Isaakios đã kêu gọi dân chúng vùng lên đấu tranh và hỗn loạn nhanh chóng lây lan khắp thành phố. Khi Andronikos vừa về đến nơi mới nhận thấy mình không còn được lòng dân chúng nữa, và Isaakios đã được phe nhóm phò tá lên ngôi hoàng đế rồi. Andronikos cố gắng trốn thoát trên một chiếc thuyền cùng với hoàng hậu Agnes và tình nhân của mình, nhưng tất cả đều bị bắt giữ tại chỗ. Isaakios mau chóng giao ông lại cho người dân của thành phố này, và vị hoàng đế xấu số đã bị giết chết vào ngày 12 tháng 9 năm 1185.

## Trị vì lần thứ nhất
Isaakios II Angelos đã củng cố vị thế hoàng đế của mình thông qua các cuộc hôn nhân với lân bang vào năm 1185 và 1186. Cháu gái của ông Eudokia Angelina được gả cho Stefan, con trai của Stefan Nemanja xứ Serbia. Cô em gái của Isaakios là Theodora kết hôn với Hầu tước người Ý Conrad xứ Montferrat. Tháng 1 năm 1186, chính Isaakios đã lấy công chúa Margaret xứ Hungary (đổi tên thành Maria), con gái của Vua Béla III. Hungary là một trong số các nước láng giềng lớn nhất và mạnh nhất của Đế quốc Đông La Mã, và Margaret cũng mang lại lợi ích không nhỏ vì thuộc dòng dõi quý tộc cấp cao, có mối quan hệ dây mơ rễ má với hoàng tộc các xứ Kiev, Đế quốc La Mã Thần thánh, Ý, Provence, và các vương triều Đông La Mã xưa kia.
Triều đại của Isaakios mở đầu bằng một chiến thắng vang dội trước Vua Norman xứ Sicilia, William II, trong trận Demetritzes diễn ra vào ngày 7 tháng 11 năm 1185. Đích thân William thống lĩnh 80.000 quân và 200 tàu chiến xâm chiếm vùng Balkans vào cuối thời Andronikos I.  Ở những nơi khác chính sách của Isaakios tỏ ra không mấy thành công. Cuối năm 1185, hoàng đế đã điều động 80 tàu galley tới giải vây cho người em Alexios III thoát khỏi Acre, nhưng hạm đội này đã bị quân Norman xứ Sicilia phá hủy gần hết. Isaakios lại kéo thêm 70 tàu nữa, nhưng không thể nào khôi phục được đảo Síp đang nằm trong tay nhà quý tộc đám phản quân Isaakios Komnenos, nhờ có sự can thiệp của người Norman.
Sự ngột ngạt do việc gia tăng các loại thuế má, được dùng để trả lương cho quân đội và tài trợ cho cuộc hôn nhân của hoàng đế, làm bùng nổ cuộc khởi nghĩa Vlach-Bulgaria vào cuối năm 1185. Cuộc nổi dậy này đã dẫn đến việc thành lập Đế quốc Bulgaria thứ hai dưới thời nhà Asen. Năm 1187 Alexios Branas, từng lập công đánh thắng quân Norman, được triều đình phái tới đàn áp người Bulgaria nhưng đã trở giáo chống lại Đông La Mã và cố gắng chiếm lấy Constantinopolis, sau cùng bị người em rể của Isaakios là Conrad xứ Montferrat đánh bại và chém chết. Cũng vào năm 1187 một thỏa thuận đã được thực hiện với Venezia, theo đó phía Cộng hòa Venezia sẽ cung cấp từ 40 đến 100 tàu galley trong thời hạn sáu tháng để đổi lấy những nhượng địa giao thương có lợi. Bởi vì mỗi tàu galley Venezia do 140 phu chèo thuyền cầm lái, đã có khoảng 18.000 người Venezia vẫn còn ở lại Đế quốc ngay cả sau mấy vụ bắt bớ của Manouel I.
Sự chú ý của Hoàng đế là tiếp theo yêu sách ở miền Đông, nơi một vài thế lực tranh giành ngôi vua lần lượt dấy lên và thất bại. Năm 1189 Hoàng đế La Mã Thần thánh Friedrich I Barbarossa đã tìm cách và được sự cho phép thống lĩnh đại quân của ông tham dự cuộc Thập tự chinh thứ ba thông qua Đế quốc Đông La Mã. Ông đã không sớm vượt qua biên giới hơn Isaakios, khi đó đã tìm cách liên minh với Saladin, vứt hết mọi trở ngại trên bước đường tiến quân của mình. Để trả đũa lại, lực lượng của Barbarossa đã chiếm đóng thành phố Philippopolis và đánh tan 3.000 quân Đông La Mã đang cố giành lại thành phố này. Do bị khuất phục bằng vũ lực, Isaakios II đã buộc phải thực hiện đầy đủ các cam kết của mình vào năm 1190. Đến năm 1196 Isaakios II đã cho phép hải quân Đông La Mã giảm mạnh xuống chỉ còn lại 30 tàu galley mà thôi.
Năm năm tiếp theo thường bị xáo trộn bởi những cuộc chiến tranh liên miên với Bulgaria, mà Isaakios đã ngự giá thân chinh vài lần. Bất chấp lời hứa hẹn ban đầu giữa đôi bên mà sự may rủi có rất ít tác dụng, và trong một dịp vào năm 1190 Isaakios xém tí nữa đã phải bỏ mạng nơi sa trường. Quân Đông La Mã còn hứng chịu thêm một tổn thất lớn nữa trong trận đánh ở Arcadiopolis năm 1194. Trong lúc đang chuẩn bị thảo phạt người Bulgaria vào năm 1195, Alexios Angelos, anh trai của Hoàng đế, lợi dụng Isaakios bận ra ngoài quân doanh đi săn, đã tự mình xưng đế và được binh lính công nhận với hiệu là Alexios III. Isaakios bị tân đế sai người chọc mù mắt và đem giam tại Constantinopolis.

## Trị vì lần thứ hai
Sau tám năm bị giam cầm, Isaakios II được đem ra từ chốn ngục tù để lên ngôi một lần nữa sau khi các quốc gia phương Tây tiến hành một cuộc Thập tự chinh thứ tư và Alexios III cùng đám tùy tùng trốn khỏi kinh thành. Những năm tháng tù đày đã làm suy nhược cả tâm trí và cơ thể của ông, và thái tử Alexios IV Angelos được đặt lên ngôi báu như một vị vua có năng lực trị quốc. Vì chịu ơn sâu nặng của Thập tự quân, Alexios IV khó lòng đáp ứng nổi bổn phận của mình và cũng do tính lưỡng lự của hoàng đế đã khiến ông mất đi sự ủng hộ của đồng minh Thập tự quân và thần dân của mình. Cuối tháng 1 năm 1204 viên đại thần có thế lực trong triều là Alexios Doukas Mourtzouphlos đã lợi dụng cuộc bạo loạn tại thủ đô để bắt giam Alexios IV và tiếm vị lấy hiệu là Alexios V. Ngay lúc Isaakios II qua đời, do có lẽ quá sốc trước sự việc như vậy, trong khi Alexios IV bị tân đế sai thủ hạ bóp cổ cho tới chết vào ngày 28 hoặc 29 tháng 1 năm 1204.

## Thế lực tranh ngôi
Một vài thế lực thù địch đã có ý định cướp lấy ngai vàng của Isaakios trong suốt triều đại của ông. Số này bao gồm:
- Alexios Branas
- Theodore Mangaphas
- Alexios II Giả mạo
- Basileios Chotzas – lúc đầu khởi binh dấy loạn tại Tarsia, nằm gần Nicomedia. Ban đầu cũng đạt được chút ít thành công, nhưng chẳng bao lâu sau thì bị bắt giữ, bị chọc mù mắt và quẳng vào ngục tối.[3]
- Isaakios Komnenos (cháu của Andronikos I Komnenos) – đã trốn khỏi nhà tù và chạy sang Nhà thờ Hagia Sophia, cố kích động đám đông dân chúng gây bạo động. Cuối cùng bị bắt, ông bị treo ngược lên trên và chịu cảnh tra tấn dã man nhằm khai ra tên tuổi những kẻ đồng mưu. Cơ quan nội tạng của ông bị tổn thương nghiêm trọng đến nỗi đã tử vong vào ngày hôm sau.[3]
- Konstantinos Tatikios – bí mật thành lập một nhóm 500 người ẩn nấp ở Constantinopolis. Dù họ tìm đủ mọi cách để tránh bị phát hiện trong một thời gian đáng kể, ông vẫn bị triều đình phát hiện, sai người tới bắt giam và chọc mù mắt.[3]

## Đánh giá
Isaakios nổi tiếng là một trong những vị hoàng tử thất bại trong cuộc tranh giành ngôi vị hoàng đế Đông La Mã. Bị vây quanh bởi một đám đông toàn là nô lệ, các cô tình nhân và những kẻ xu nịnh, ông đã trao việc cai quản đế quốc vào trong tay những sủng thần không xứng đáng, trong khi ông phung phí tiền của bòn rút được từ các tỉnh của mình vào việc xây cất các công trình tốn kém và những món quà đắt tiền cho các giáo đường tại kinh đô. Dưới thời trị vì của Isaakios, Đế quốc đã để mất Lefkada, Kefallonia và Zakynthos vào tay người Norman năm 1185. Cùng năm đó Đế quốc Bulgaria được phục hồi kể từ sau cuộc khởi nghĩa của anh em Asen và Peter, do vậy triều đình mất thêm miền Moesia và một bộ phận xứ Thracia và Makedonia. Sau cùng ngay xứ Cilicia cũng bị người Armenia tái chiếm và đảo Síp bị người Frank giật lấy khỏi đế quốc, Đông La Mã kể như đang trên bờ vực của sự diệt vong không sao gượng dậy nổi.

## Gia quyến
Danh tính người vợ đầu tiên của Isaakios II không rõ là ai, nhưng tên gọi của bà, Herina (tức là Eirene hoặc Irene), được tìm thấy trên sổ tử của Nhà thờ chính tòa Speyer, nơi chôn cất cô con gái Irene của họ. (Tuy vậy, điều rất không bình thường đối với một người mẹ và cô con gái cùng mang tên giống nhau, trừ khi tên của người mẹ chỉ là pháp danh.) Người vợ của Isaakios nhiều khả năng là một thành viên thuộc gia tộc Palaiologos. Gốc gác ngoại quốc có thể được gán cho bà do có cùng tên gọi với con gái mình. Đứa con thứ ba của họ chào đời vào năm 1182 hoặc 1183 và bà đã mất hoặc ly dị vào năm 1185, khi Isaakios tái hôn. Những đứa con của hai vợ chồng này là:
- Euphrosyne Angelina, kết hôn với Roman Mstislavich.
- Eirene Angelina, kết hôn lần đầu với Roger III xứ Sicilia và lần thứ hai với Philip xứ Swabia.
- Alexios IV Angelos.

Isaakios II có với người vợ thứ hai tên là Margaret xứ Hungary (tên thánh là "Maria") hai đứa con:
- Manuoel Angelos (sinh sau 1195 – mất 1212), hiển nhiên là người con trưởng, dự tính lên ngôi Hoàng đế Đông La Mã vào năm 1205[6]
- Ioannes Angelos (sinh khoảng 1193 – mất 1259). Ông di cư đến Hungary và nắm quyền cai trị Syrmia và Bacs (1227–42) với tư cách là một chư hầu của vua Béla IV xứ Hungary.